# NGC 4257
NGC 4257 је спирална галаксија у сазвежђу Девица која се налази на NGC листи објеката дубоког неба.
Деклинација објекта је + 5° 43' 34" а ректасцензија 12h 19m 6,5s. Привидна величина (магнитуда) објекта NGC 4257 износи 14,3 а фотографска магнитуда 15,1. NGC 4257 је још познат и под ознакама MCG 1-31-49, CGCG 42-6, VCC 323, PGC 39624.